# Dicranomyia subdola
Dicranomyia subdola är en tvåvingeart som beskrevs av Alexander 1913. Dicranomyia subdola ingår i släktet Dicranomyia och familjen småharkrankar.
Artens utbredningsområde är Peru. Inga underarter finns listade i Catalogue of Life.